# Вызов (фильм, 2009)
«Вызов» (англ. Dare) — американская романтическая драма, снятая режиссёром Адамом Салки по сценарию Дэвида Брайнда. Он основан на короткометражном фильме Салки 2005 года. Премьера картины состоялась 19 июля 2009 года.
Фильм был поставлен на 9 место в списке «Лучшие фильмы 2009 года» по версии газеты Newsday. За эту роль Эмми Россум выиграла премию Young Hollywood Award на Кинофестивале в Саванне.

## Сюжет
Алекса, Бен и Джонни — выпускники старшей школы. Совсем скоро они вступят на порог взрослой жизни. Каждый из ребят полон сомнений и противоречий в выборе пути, по которому хотел бы двигаться дальше. В этот непростой период поиска себя, между молодыми людьми завязываются странные взаимоотношения.

## В ролях
| Актёр           | Роль              |
| --------------- | ----------------- |
| Эмми Россум     | Алекса Уокер      |
| Зак Гилфорд     | Джонни Дрейк      |
| Эшли Спрингер   | Бен Бергер        |
| Руни Мара       | Кортни            |
| Алан Камминг    | Грант Мэтсон      |
| Сандра Бернхард | доктор Серена Мор |
| Ана Гастейер    | Рут Бергер        |
| Уэйн Пайл       | Алан Бергер       |
| Сюзанн Савой    | Дейдра Уокер      |
| Кэди Хаффмен    | доктор Колтон     |

| Актёр           | Роль           |
| --------------- | -------------- |
| Крис Ригги      | Джош           |
| Брайан Берксон  | Габби          |
| Мэттью Гаррик   | директор школы |
| Люси Макмайкл   | миссис Дэвис   |
| Бреа Би         | Мэл Дрейк      |
| Дэвид Брайнд    | Ник            |
| Адам Флеминг    | учитель        |
| Эмили Макнамара | подруга Гранта |
| Энни Хиббс      | Донна          |

## Критика
На сайте Metacritic фильм имеет оценку 54 из 100 на основе 9 рецензий критиков, что соответствует статусу «смешанные или средние отзывы».